# Triaspis nobilis
Triaspis nobilis är en stekelart som beskrevs av De Saeger 1948. Triaspis nobilis ingår i släktet Triaspis och familjen bracksteklar. Inga underarter finns listade i Catalogue of Life.